# 屈安希
屈安希（法語：Cuinchy，法語發音：[kɥɛ̃ʃi] 或 [kwɛ̃ʃi]）是法国上法蘭西大區加来海峡省的一个市镇，位于该省东北部，属于贝蒂讷区。

## 地理
屈安希（50°31'10"N, 2°44'55"E）面积4.15 平方千米，位于法国上法蘭西大區加来海峡省，该省份为法国北部沿海省份，西北濒北海，南至索姆省，东临北部省。
与屈安希接壤的市镇（或旧市镇、城区）包括：费斯蒂贝尔、韦尔梅勒、维奥莱讷、阿讷坎、伯夫里、康布兰、日旺希莱拉巴塞。
屈安希的时区为UTC+01:00、UTC+02:00（夏令时）。

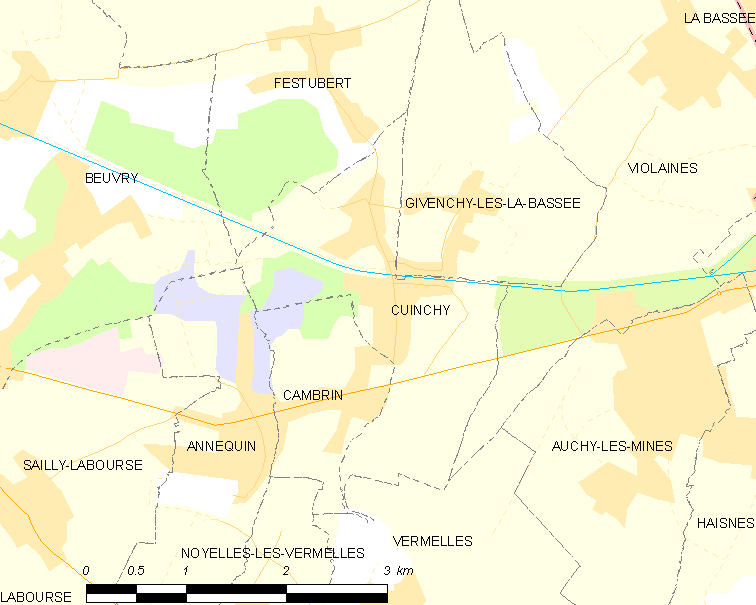
屈安希的OSM定位图

## 行政
屈安希的邮政编码为62149，INSEE市镇编码为62262。

## 政治
屈安希所属的省级选区为杜夫兰县。

## 人口

1962-2008年间屈安希人口变化图示

屈安希于2022年1月1日时的人口数量为1784人。